# Јокаичи
Јокаичи (јап. 四日市市) град је у Јапану у префектури Мије. Према попису становништва из 2005. у граду је живело 303.851 становника.

## Становништво
Према подацима са пописа, у граду је 2005. године живело 303.851 становника.
| 1995.   | 2000.   | 2005.   |
| ------- | ------- | ------- |
| 296.623 | 302.102 | 303.851 |